# Национално знаме на Аржентина
Националното знаме на Аржентина представлява правоъгълно платнище с отношение ширина към дължина 5:8 с три равни по ширина хоризонтални линии, първата и третата от които са светло сини, а средната – бяла. Синьо-бялото знаме е официален символ на страната от 1812 г. През 1818 г. в центъра на знамето е поставено и жълтото майско слънце (исп. Sol de Mayo).
Пълната версия на знамето, включваща слънцето се нарича „официален церемониален флаг“ (исп. Bandera Oficial de Ceremonia), а знамето без слънцето – „празничен флаг“ (исп. Bandera de Ornato). Официалната разновидност на флага винаги трябва да се вдига по-високо от празничната.
Двата варианта на националното знаме се считат за пълноправни.

## Символика
Според най-разпространената интерпретация на символиката на знамето, то изобразява небето, облаците и слънцето. Има и няколко народни предания, които дават друго обяснение за значението на цветовете. Според едното, синия цвят символизира река Ла Плата (Río de la Plata – буквално „Реката на среброто“), а белия – среброто (названието „Аржентина“ идва от латинското название на среброто, лат. argentum). Има и версия, според която цветовете са избрани, тъй като са традиционни за фамилията на Бурбоните. Според друг вариант – синьото и бялото са цветовете на дрехите на Дева Мария.

## Дизайн
Националното знаме на Аржентина се състои от три еднакви хоризонтални цветни полета – синьо в горната и долната част и бяло в средата, и има правоъгълна форма с отношение ширина към дължина 5:8. В центъра на бялото поле е изобразено жълтото майско слънце.
Цветовете на знамето на Аржентина са определени чрез декрет (1650/10 от 23 ноември 2010 г. ), като цветовете са дефинирани чрез цветовата схема CIE 1976 (L*, a*, b*) (CIELAB), определен от Международната комисия по осветление:
| Цвят | Официален цветови модел                                      | RGB цветови модел | HEX цветови модел |
| ---- | ------------------------------------------------------------ | ----------------- | ----------------- |
|      | CIE LAB L*: 67,27 a*: -6,88 b*: -32,23 C*: -32,95 H*: 257,96 | (117, 170, 219)   | #75AADB           |
|      | CIE LAB L*:74,97 a*:29,22 b*: 81,58 C*: 86,65 H*: 70,30      | (252, 191, 73)    | #FCBF49           |
|      | CIE LAB L*: 44,53 a*: 27,16 b*: 22,48 C*: 35,25 H*: 39,62    | (132, 53, 17)     | #843511           |
|      | Ниво на бяло минимум 70                                      | (255, 255, 255)   | #FFFFFF           |
|      |                                                              | (0, 0, 0)         | #                 |
|      |                                                              | (0, 0, 0)         | #                 |